# Kellicottia longispina
Kellicottia longispina är en hjuldjursart som först beskrevs av Kellicott 1879.  Kellicottia longispina ingår i släktet Kellicottia och familjen Brachionidae. Arten är reproducerande i Sverige. Inga underarter finns listade i Catalogue of Life.